# Método 3
Método 3 es el grupo empresarial dedicado a la investigación privada más conocido de España. Fundado en 1985 por Maria Fernández se especializó en sus inicios a la investigación de fraudes a aseguradoras y desde la entrada en la dirección de Francisco Marco centra sus actividades en la investigación del fraude corporativo. El año 2013, tras el caso Método 3, el grupo empresarial se reestructura y su máximo directivo funda Marco & Co. Law and RiskConsulting Company, como matriz de un grupo de inteligencia de la que Método 3 forma parte como marca.En 2023 abre una sucursal en Andorra.

## Trayectoria
Según diversos medios de comunicación la agencia de detectives Método 3 localizó al célebre agente de los servicios secretos Francisco Paesa en Luxemburgo tras haber fingido su muerte.
Además, destapó el fraude de Forum Filatélico, la trama de lavado de fondos de la operación Malaya, el descubrimiento de una falsa testigo que llevó a unos policías a ser acusados de forma falsa de torturas, el caso Pujol o la operación Lezo.